# Fernando Henrique Mariano
Fernando Henrique Mariano (født 3. april 1967) er en tidligere brasiliansk fodboldspiller.